# 配達日指定
配達日指定（はいたつびしてい）とは郵便のサービスの一つである。

## 概要
指定された日に郵便物等を配達してくれるサービスで、普段普通郵便の配達が行われない日曜・祝日を指定することも可能である。
なお、「郵便物#再配達サービス」とは制度が異なり、差出し時に指定するものである。

## 利用方法

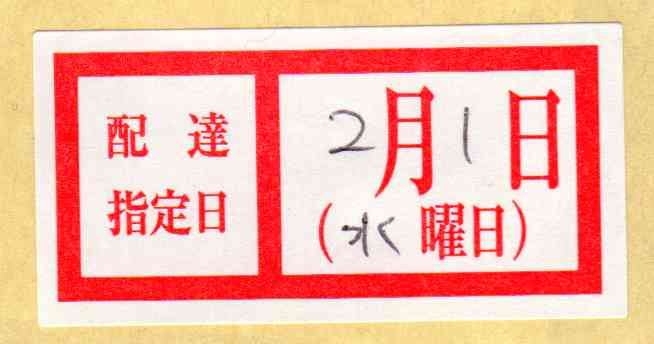
配達日指定シール（旧様式）

- 郵便局に備え付けてあるシールに希望の配達日を書いて貼り、窓口に出す。

### 利用上の注意
- 付加できるのは、郵便物の第一種郵便物・第二種郵便物・点字郵便物・特定録音物等郵便物と、荷物のうちゆうメール・ゆうパックのみである。
- 書留（に関わるオプションサービス）、特定記録、代金引換以外のオプションサービスとは併用できない。
- 原則として、指定できる日は差出日の翌々日から10日間までの期間である。
  - 配達が翌々日以降となる地域については差出郵便局で問い合わせること。
- 追跡番号は無いので、郵便追跡サービスは利用できない。
  - 利用したい時は、書留か特定記録か代金引換と併用すること。

## 加算料金
郵便物等：42円（平日）270円（土曜・日曜・祝日）
ゆうメール：52円
ゆうパック：無料